# Ftaalzuuranhydride
Ftaalzuuranhydride is een organische verbinding met als brutoformule C8H4O3. De stof komt voor als witte, glanzende kristallen met een kenmerkende geur. De aanwezigheid van de benzeenring maakt het een aromatische verbinding.

## Synthese
Ftaalzuuranhydride werd voor het eerst vermeld in 1836. Het wordt verkregen door een katalytische oxidatie van o-xyleen en naftaleen:
{\displaystyle {\ce {C8H10 + 3O2 -> C8H4O3 + 3H2O}}}
Het kan ook bereid worden door water te onttrekken aan ftaalzuur (dehydratie):

## Toepassingen
Ftaalzuuranhydride wordt vooral gebruikt voor de productie van ftalaat-weekmakers voor flexibel pvc. Deze toepassing vermindert in belang, omdat een aantal ftalaten, zoals dioctylftalaat en dibutylftalaat, mogelijk schadelijk zijn voor de gezondheid en aan beperkingen onderhevig zijn, waardoor er naar alternatieven wordt gezocht.
Ftaalzuuranhydride wordt ook gebruikt voor de productie van polyolen en onverzadigde polyesters die gebruikt worden in vezelversterkte kunststof voor onder meer boten, bouwpanelen, synthetisch marmer of douchecellen.
De stof wordt ook gebruikt in de productie van alkydhars en alkydverf.
Het is ook een grondstof voor sacharine en een precursor van bepaalde verfstoffen.

## Toxicologie en veiligheid
De stof ontleedt bij contact met heet water, waardoor ftaalzuur wordt gevormd. Ze reageert met sterk oxiderende stoffen, sterke zuren, sterke basen en reducerende stoffen. Ftaalzuuranhydride reageert hevig bij verhitting met koper(II)oxide of natriumnitriet, met kans op ontploffing. Het tast ook vele metalen aan in aanwezigheid van water.